# Raumwiderstand
Der Raumwiderstand ist allgemein ein Maß für den Aufwand, der zur Überwindung eines Raumes aufgebracht werden muss. In der Bauplanung beeinflusst er die Machbarkeit von Infrastrukturmaßnahmen. Der Raumwiderstand ist beispielsweise für die Planung von Stromtrassen ein Indikator dafür, wie schwierig es werden könnte, eine geplante Trasse zu realisieren. Dabei spielen nicht nur bautechnische oder geologische Fragen eine Rolle, sondern auch ökologische und soziale Belange. 
In einer Umweltverträglichkeitsstudie werden zur Diskussion stehende Gebiete nach dem zu erwartenden Konfliktpotential verschiedenen Klassen zugeordnet – zum Beispiel hohem, mittlerem und niedrigem Raumwiderstand.
Mit Hilfe einer Raumwiderstands- oder Raumempfindlichkeitsanalyse kann eine Trassenführung erarbeitet werden, die möglichst wenige Schutzgüter beeinträchtigt und möglichst einfach umzusetzen ist. Ein hoher Raumwiderstand kann die Realisierung der Trasse verzögern, erschweren, verteuern oder gar verhindern. 

## Raumwiderstand im Verkehr
In der Verkehrsgeografie wird auch der Zeitaufwand, der für die Bewältigung einer Strecke benötigt wird, als Raumwiderstand bezeichnet. Durch den technischen und gesellschaftlichen Fortschritt ist dieser Widerstand immer weiter gesunken, sodass ein Mensch heute in der gleichen Zeit mehr und weiter entfernte Ziele als früher erreichen kann. Geringe Raumwiderstände fördern Lebensstile, bei denen weite Entfernungen zurückgelegt werden, und schädigen kleine, lokale Strukturen und Geschäfte.